# Hasteola
Hasteola là một chi thực vật có hoa trong họ Cúc (Asteraceae).

## Loài
Chi Hasteola gồm các loài: